# 851
851 (осемстотин петдесет и първа) година по юлианския календар е обикновена година, започваща в четвъртък. Това е 851-вата година от новата ера, 851-вата година от първото хилядолетие, 51-вата година от 9 век, 1-вата година от 6-о десетилетие на 9 век, 2-рата година от 850-те години.